# Golem - Lo spirito dell'esilio
Golem - Lo spirito dell'esilio (L'esprit de l'exil) è un film del 1992 diretto da Amos Gitai.

## Trama
In una Parigi contemporanea vengono ambientati eventi ricavati dal mito del Golem, tratto dalla Cabala ebraica e dal libro di Rut biblico.
"...Ci fu nel paese una carestia e un uomo di Betlemme di Giuda emigrò nella campagna di Moab... Quest'uomo si chiamava Elimelech, sua moglie Noemi e i suoi due figli Maclon e Chilion." In Moab Elimelech muore in un incidente sul lavoro. I due figli, ambedue sposati, vengono uccisi.
"...Allora (Noemi) si alzò con le nuore per andarsene dalla campagna di Moab...Orpa baciò la suocera e partì, ma Rut non si staccò da lei:"...non insistere con me perché ti abbandoni e torni senza di te; perché dove andrai tu andrò anch'io; dove ti fermerai mi fermerò; il tuo popolo sarà il mio popolo...dove morirai tu morirò anch'io."
Tornate a Betlemme, si sistemano presso Booz un parente di Elimelech. Rut, seguendo i consigli della suocera, dopo il lavoro segue a casa il loro ospite e si introduce nel suo giaciglio. Rut sposa Booz con cui ha un figlio (Jesse da cui avrà origine la stirpe di David), che sarà "...consolatore e sostegno della...vecchiaia" di Noemi.

## Produzione

### Regia
"Quando ho fatto Golem... ero interessato a come noi registi (Rossellini, ad esempio) prendiamo possesso della macchina in modo sovversivo e la usiamo per i nostri scopi, senza permettere al potere dominante di strumentalizzarla e usarla come feticcio... In Esther e Golem una macchina moderna ritrae un testo arcaico e questo rapporto asincrono tra l'arcaico e il contemporaneo è sempre interessante..."
"Il mio Golem non è un mostro cittadino, antesignano dei robot e delle creature cibernetiche. Rappresenta lo spirito dell'esilio e, nel corso della storia, verifica la sua impossibilità di funzionare come strumento di salvezza delle minoranze, degli immigrati, dei perseguitati."

## La trilogia dell'"esilio"
Con i documentari Nascita di un Golem (1990) e Il giardino pietrificato (1993), il film costituisce una delle parti di una trilogia del Golem.
"... mi piace realizzare delle trilogie per combattere il modo in cui viene semplificata l'immagine della mia regione. Credo che tutti noi, sia Israeliani, sia Palestinesi contribuiamo a questa semplificazione... c'è bisogno di costruire complessità contraddittorie. La trilogia è un modo per fornire punti di vista diversi".
Dopo Esther e Berlin - Jerusalem Golem è anche il capitolo finale della cosiddetta "trilogia dell'esilio" che costituisce il primo confronto del regista col cinema di finzione, dopo ua lunga esperienza nel documentario. Nella trilogia la riflessione storica, sociale, politica sui grandi temi della diaspora, della questione palestinese, delle grandi migrazioni di fine millennio si accompagna ad una vena più personale, più intima, legata alle vicende del regista, costretto ad abbandonare Israele per proseguire nella sua attività. Così Amos Gitai illustrava il senso dell'operazione: "Nel primo gruppo di film si trattava di collocare i testi in un paesaggio. Il paesaggio può essere biblico, come in Esther o la Parigi urbana, come in Golem. Ho collocato poesie, testi, dialoghi, idee nel paesaggio che commenta se stesso... in Golem c'è la sovrapposizione del mito del Golem e di alcuni testi biblici in questo ambiente alieno... la luce, il set non naturale, la illuminazione drammatica, quasi teatrale, aggiunge un altro elemento di estraneazione".
Il regista ottenne l'insperata collaborazione di Henri Alekan, già direttore della fotografia per Jean Cocteau, Abel Gance, René Clément, Wim Wenders.
Tra gli attori compaiono noti registi come Bernardo Bertolucci (il liquidatore fallimentare), amico personale di Gitai, Samuel Fuller (Elimelech), Philippe Garrel nella parte del marito di Orpa.